# Ischnocnema vizottoi
Ischnocnema vizottoi es una especie de anfibio anuro de la familia Brachycephalidae.

## Distribución geográfica
Esta especie es endémica de Brasil. Se encuentra a más de 1300 metros sobre el nivel del mar en la Serra da Mantiqueira en:
- Campos do Jordão, Pindamonhangaba, São Bento do Sapucaí y São José do Barreiro en el Estado de São Paulo;
- Camanducaia en Minas Gerais.[2]

## Descripción
Los machos miden de 13 a 16 mm y las hembras de 18 a 22 mm.

## Etimología
Esta especie lleva el nombre en honor a Luiz Dino Vizotto.

## Publicación original
- Martins & Haddad, 2010: A new species of Ischnocnema from highlands of the Atlantic forest, southeasteastern Brazil (Terrarana, Brachycephalidae). Zootaxa, n.º 2617, p. 55-65.[3]